# Мухаммед IV Богра-хан
Мухаммед IV Богра хан (? — 1211) — последний хан Восточных Караханидов c 1205 года. Сын Юсуф ІІ Тамгач-хана.
После смерти отца взошел на трон. Гурхан Западный Ляо Елюй Чжулху узнав о замысле восстания Мухаммеда посадил в темницу. Сменивший Чжулху Кучлук хан освободил Мухаммеда из темницы. Но знать не приветствовала его, когда Мухаммед вошел в город, то был убит в воротах Кашгара, а Восточно-Караханидское государство прекратило свое существование.